# دان في الحياة الحقيقية
دان في الحياة الحقيقية هو فيلم أمريكي درامي كوميدي، أخرجه بيتر هدجس، وبطولة ستيف كارل وجولييت بينوش.

## الطاقم
- ستيف كاريل في دور دان بيرنز، أرمل، وأب 3 بنات
- أليسون بيل في دور جين بيرنز، الابنة البكر دان
- بريت روبرتسون في دور كارا بيرنز، ابنة الثانية دان
- مارلين لوستون في دور ليلي بيرنز، ابنة أصغر دان
- داين كوك في دور ميتش بيرنز، شقيق دان
- جولييت بينوش وماري دايموند، صديقة ميتش واهتمام حب دان
- جون ماهوني في دور جون «الخشخاش» بيرنز، والد دان
- ديان ويست في دور نانا بيرنز، والدة دان
- نوربرت ليو بوتز في دور كلاي بيرنز، شقيق دان
- جيسيكا هيكت في دور ايمي بيرنز، شقيقة دان
- أيمي رايان في دور إيلين بيرنز، زوجة كلاي
- فرانك وود في دور هوارد ويلسون، زوج ايمي
- إيميلي بلنت الدكتور روثي «بيغفاس» درابر
- فيليب ديبا مارتي، صديقها كارا
- بيرني ماكنيرني في دور جيمس لامسون، صاحب صحيفة
- ايمي لانديكر في دور سيندي لامسون، محررة صحيفة
- ماثيو موريسون كشرطي
- ستيفن ميلور ككاتب مكتبة
- كاميرون آدمز كما إليوت بيرنز، كلاي وايلين الابن الاصغر
- شانا كار كما سوزان بيرنز

## اقتباسات
هذه بعض الأقوال المقتبسة من كتاب سينمائيين:
- يقول عنه الناقد (جين سيمور) في صحيفة (نيوزداي): «الفيلم يستعرض مكائده ومواقفه بصورة واثقة في انه سينال انتباهك واحترامك وفي النهاية سيتملك قلبك».
- ويقول عنه (ريتشارد كورليس) في (تايم ماجازين): «الآن وفي هذا الفيلم سيعلم الجميع أن روح وشخصية الممثل ستيف كاريل هي شخصية محبوبة ومستلطفة دائما».
- ويقول عنه (ستيفاني ساكريك): «لا يوجد شيء جديد في الفيلم، فقد كان من الممكن أن يصنع قبل 10 أو 20 سنة، ومع ذلك فالفيلم بسيط وسهل وله طبيعة جذابة ولطيفة وهذا بالضبط ما جعل منه عملا ممتعا".

## وصلات خارجية
- الموقع الرسمي نسخة محفوظة 20 فبراير 2009 على موقع واي باك مشين.
- دان في الحياة الحقيقية على موقع IMDb (الإنجليزية)
- دان في الحياة الحقيقية على موقع ميتاكريتيك (الإنجليزية)
- دان في الحياة الحقيقية على موقع روتن توميتوز (الإنجليزية)
- دان في الحياة الحقيقية على موقع نتفليكس (الإنجليزية)
- دان في الحياة الحقيقية على موقع ألو سيني (الفرنسية)
- دان في الحياة الحقيقية على موقع Turner Classic Movies (الإنجليزية)
- دان في الحياة الحقيقية على موقع أول موفي (الإنجليزية)
- دان في الحياة الحقيقية على موقع بوكس أوفيس موجو (الإنجليزية)
- دان في الحياة الحقيقية على موقع فيلمافينيتي (الإسبانية)
- دان في الحياة الحقيقية على موقع قاعدة بيانات الأفلام السويدية (السويدية)
- دان في الحياة الحقيقية الموقع الرسمي لـ DVD والبلو-راي نسخة محفوظة 2 مارس 2008 على موقع واي باك مشين.